# Lijst van rijksmonumenten in Wilp
De plaats Wilp telt 22 inschrijvingen in het rijksmonumentenregister. Hieronder een overzicht.
| Object                            | Oorspronkelijke functie?  | Bouwjaar                        | Architect                                      | Locatie            | Coördinaten?                  | Nr.?   | Afbeelding                   |
| --------------------------------- | ------------------------- | ------------------------------- | ---------------------------------------------- | ------------------ | ----------------------------- | ------ | ---------------------------- |
| Huize Noordijk                    | Kasteel, buitenplaats     | ca. 1800                        |                                                | H W Iordensweg 108 | 52° 13' 18" NB, 6° 6' 28" OL  | 38092  | Meer afbeeldingen            |
| Herv.Kerk. Dorpskerk              | Kerk en kerkonderdeel     | vermoedelijk 11e eeuw           |                                                | Kerkstraat 35      | 52° 13' 10" NB, 6° 9' 10" OL  | 38099  | Meer afbeeldingen            |
| Toren de Hervormde Kerk           | Kerk en kerkonderdeel     | vroeg 12e eeuw                  |                                                | Kerkstraat bij 35  | 52° 13' 10" NB, 6° 9' 10" OL  | 38100  | Meer afbeeldingen            |
| Nederlands Hervormde Pastorie     | Kerkelijke dienstwoning   | tweede kwart 19e eeuw           |                                                | Kerkstraat 33      | 52° 13' 11" NB, 6° 9' 11" OL  | 38101  | Meer afbeeldingen            |
| Boerderij "De Bosmansplaats"      | Boerderij                 | 1826 (jaartalankers)            |                                                | Knibbelallee 3     | 52° 12' 48" NB, 6° 7' 45" OL  | 38102  | Boerderij "De Bosmansplaats" |
| Boerderij "De Oye"                | Boerderij                 | 1836                            |                                                | Oyseweg 2          | 52° 12' 51" NB, 6° 9' 51" OL  | 38104  | Boerderij "De Oye"           |
| Hoeve "De Oude Luyne"             | Boerderij                 | 16e eeuw (ten dele)             |                                                | Rijksstraatweg 5   | 52° 13' 25" NB, 6° 8' 55" OL  | 38105  | Meer afbeeldingen            |
| De Smittenberg                    | Woonhuis                  | 1821 (datering aan achterzijde) |                                                | Rijksstraatweg 33  | 52° 13' 9" NB, 6° 8' 50" OL   | 38106  | De Smittenberg               |
| Dommerholtbatterijen              | Open verdedigingswerk     | reeds aanwezig in de 18e eeuw   |                                                | Weerdseweg bij 3   | 52° 12' 57" NB, 6° 10' 37" OL | 38109  | Upload foto                  |
| Klein Noordijk                    | Kasteel, buitenplaats     | 1856 (eerste steen)             |                                                | H W Iordensweg 91  | 52° 13' 14" NB, 6° 6' 54" OL  | 494867 | Meer afbeeldingen            |
| Historische tuin- en parkaanleg   | Tuin, park en plantsoen   | 1846                            |                                                | H W Iordensweg 91  | 52° 13' 14" NB, 6° 6' 54" OL  | 494868 | Upload foto                  |
| Koetshuis en paardestal           | Bijgebouwen kastelen enz. | ca. 1860                        |                                                | H W Iordensweg 91  | 52° 13' 14" NB, 6° 6' 54" OL  | 494869 | Upload foto                  |
| Tuinmanswoning                    | Bijgebouwen kastelen enz. | ca. 1860                        |                                                | H W Iordensweg 89  | 52° 13' 16" NB, 6° 6' 53" OL  | 494870 | Upload foto                  |
| Duiventil annex fazanterie        | Bijgebouwen kastelen enz. | 1860                            |                                                | H W Iordensweg 91  | 52° 13' 14" NB, 6° 6' 56" OL  | 494871 | Upload foto                  |
| "Het Schol"                       | Kasteel, buitenplaats     | 1851                            | M. van Harte                                   | Wilpsedijk 10      | 52° 14' 27" NB, 6° 8' 24" OL  | 520252 | Meer afbeeldingen            |
| Parkaanleg                        | Tuin, park en plantsoen   | tussen 1845 en 1849             |                                                | Wilpsedijk bij 10  | 52° 14' 27" NB, 6° 8' 22" OL  | 520253 | Meer afbeeldingen            |
| "Het Schol": tuinmanshuis         | Bijgebouwen kastelen enz. | derde kwart 19e eeuw            |                                                | Wilpsedijk 8       | 52° 14' 29" NB, 6° 8' 19" OL  | 520254 | Meer afbeeldingen            |
| "Het Schol": houten huis          | Bijgebouwen kastelen enz. | eerste kwart 20e eeuw           |                                                | Wilpsedijk 6       | 52° 14' 33" NB, 6° 8' 26" OL  | 520255 | Meer afbeeldingen            |
| "Het Schol": kassen en bakken     | Tuin, park en plantsoen   | midden 19e eeuw                 |                                                | Wilpsedijk bij 10  | 52° 14' 27" NB, 6° 8' 20" OL  | 520256 | Meer afbeeldingen            |
| De Lathmer: landhuis              | Kasteel, buitenplaats     | 1911                            | Gebr. M.A. van Nieukerken en J. van Nieukerken | Lathmerweg 3       | 52° 12' 49" NB, 6° 8' 14" OL  | 523333 | De Lathmer: landhuis         |
| De Lathmer: dienstgebouw          | Bijgebouwen kastelen enz. | 1919                            |                                                | Lathmerweg 3       | 52° 12' 49" NB, 6° 8' 9" OL   | 523334 | Meer afbeeldingen            |
| "Het Schol": boerderij met schuur | Bijgebouwen kastelen enz. |                                 |                                                | Het Wildezand 5    | 52° 14' 20" NB, 6° 8' 13" OL  | 526402 | Meer afbeeldingen            |